# Louise van Korlaar-van Dam

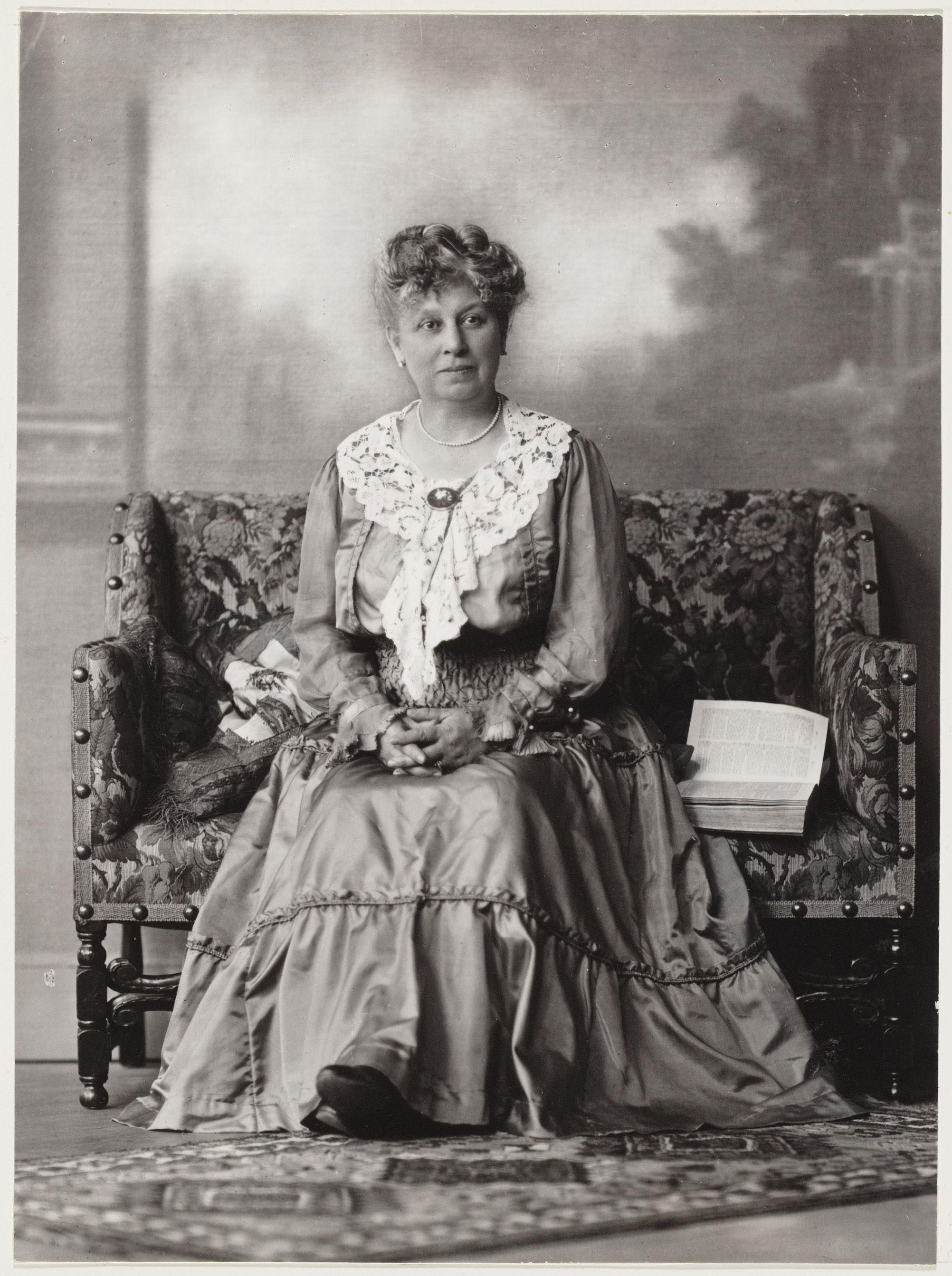
Louise van Korlaar-van Dam in 1918 vastgelegd door Jacob Merkelbach

Alida Wilhelmina Franziska van Dam, bekend als Louise van Korlaar-van Dam (Heidelberg, 27 januari 1856 –Amsterdam, 5 juli 1941) was een Nederlands blijspelactrice.
Ze was dochter van Alida Hendrica van Dam (vader onbekend). Tussen 1877 en 1883 was ze getrouwd met muzikant August Carl Julius Egener, zoon Fritz Egener was korte tijd muzikant in en om Rotterdam. In 1883 trouwde ze met theaterman Willem van Korlaar sr.. Hun zoon Willem van Korlaar jr. stapte in de voetsporen van zijn ouders, was eerst acteur en later impresario.
Ze kreeg tussen 1870 en 1873 haar opleiding, dan nog al Loes of Lous van Dam, aan de Toneelschool van de Maatschappij tot Nut van het Algemeen aan de Warmoesgracht in Amsterdam. Haar eerste rol speelde ze in het daaropvolgende seizoen bij Victor Driessens in Antwerpen. Ze verbond zich samen met Marie van Westerhoven aan de theatergezelschappen van Jan Albregt en Daan van Ollefen (1874-1876), en van Legras en Haspels (1876-1881) en daarna met Alex Faassen en Co in de Kleine Komedie (1881-1890). Na haar huwelijk met Van Korlaar stapte ze over naar het gezelschap van de Tivoli Schouwburg (1891-1895; met een reis naar Londen) en daarna "Koninklijke Vereeniging Het Nederlandsch Tooneel" (1895-1917).
In 1917 nam ze afscheid van het toneel met rollen in De candidatuur van Bommel (Julia van Bommel) van Doctor Juris en Triplepatte van Tristan Bernard en André Godfernaux. Op 31 oktober 1917 nam ze daadwerkelijk afscheid in een uitvoering van De candidatuur in de Stadsschouwburg. Er kwam een oproep het afscheid groots te vieren; een comité onder leiding van Jan Willem Cornelis Tellegen, Hector Treub (met afscheidsrede) en Henriëtte Roll, maar ook tal van prominenten uit de theaterwereld waaronder Louis Bouwmeester, Theo Mann-Bouwmeester (eveneens afscheidsrede), Willem Royaards, Eduard Verkade en Thérèse Schwartze zat achter de organisatie daarvan.
Net als haar man was ze jarenlang lang (ere-)lid en ondersteuner van Maatschappij Apollo, het ondersteuningsfonds voor gepensioneerde acteurs. Ze overleefde haar man, haar zoon, haar dochter (Henriëtte) en kleinkind. Ze overleed op 85-jarige leeftijd, wonende in Huizen Bergshoff aan de Vondelstraat in het Prinsengrachtziekenhuis. Ze werd begraven op Zorgvlied. Haar overlijden en begrafenis waren landelijk nieuws; ze werd toen voornamelijk omschreven als “actrice van de oude stempel”, maar ook als "één der meest vooraanstaande actrices van haar tijd".